# 알프스 인종

19세기 인종학자 William Z. Ripley가 The Races of Europe (1899)에서 알프스 인종의 예로 제시한 오스트리아인 남성

알프스 인종(Alpine race)은 19~20세기 인류학에서 쓰이던 역사적 인종 분류의 하나로, 코카소이드의 아종으로 여겨졌다. 그 기원은 다양하게 주장되었으며, 처음 이를 정리한 윌리엄 Z. 리플리는 이들이 신석기 혁명 동안 중앙아시아로부터 이주하여 노르드 인종과 지중해 인종의 인구를 분리하였다고 주장하였다. 신석기 시대부터 유럽 중부에 살던 켈트족이 그 정체로 지목되기도 했다. 당시 이들의 형질적 특징으로는 중간 키, 유형성숙적 형질, 단두형(短頭型)의 두개골 즉 높은 두장폭 지수 등이 들어졌다. 이후 나치 독일의 지도자 아돌프 히틀러는 알프스 인종을 아리아인의 일종으로 언급하였으며 1931년 인터뷰에서 베니토 무솔리니를 "알파인 인종의 전형적인 대표자"라고 칭송하기도 했다.

## 같이 보기
- 디나르 인종
- 노르드 인종
- 지중해 인종